# 280640 Ruetsch
280640 Ruetsch este un asteroid din centura principală de asteroizi.

## Descriere
280640 Ruetsch este un asteroid din centura principală de asteroizi. A fost descoperit pe 4 ianuarie 2005 la Vicques de Michel Ory. Asteroidul prezintă o orbită caracterizată de o semiaxă mare de 2,76 ua, o excentricitate de 0,06 și o înclinație de 7,3° în raport cu ecliptica.